# Salvia judaica
Salvia judaica är en kransblommig växtart som beskrevs av Pierre Edmond Boissier. Salvia judaica ingår i släktet salvior, och familjen kransblommiga växter. Inga underarter finns listade i Catalogue of Life.

## Bildgalleri

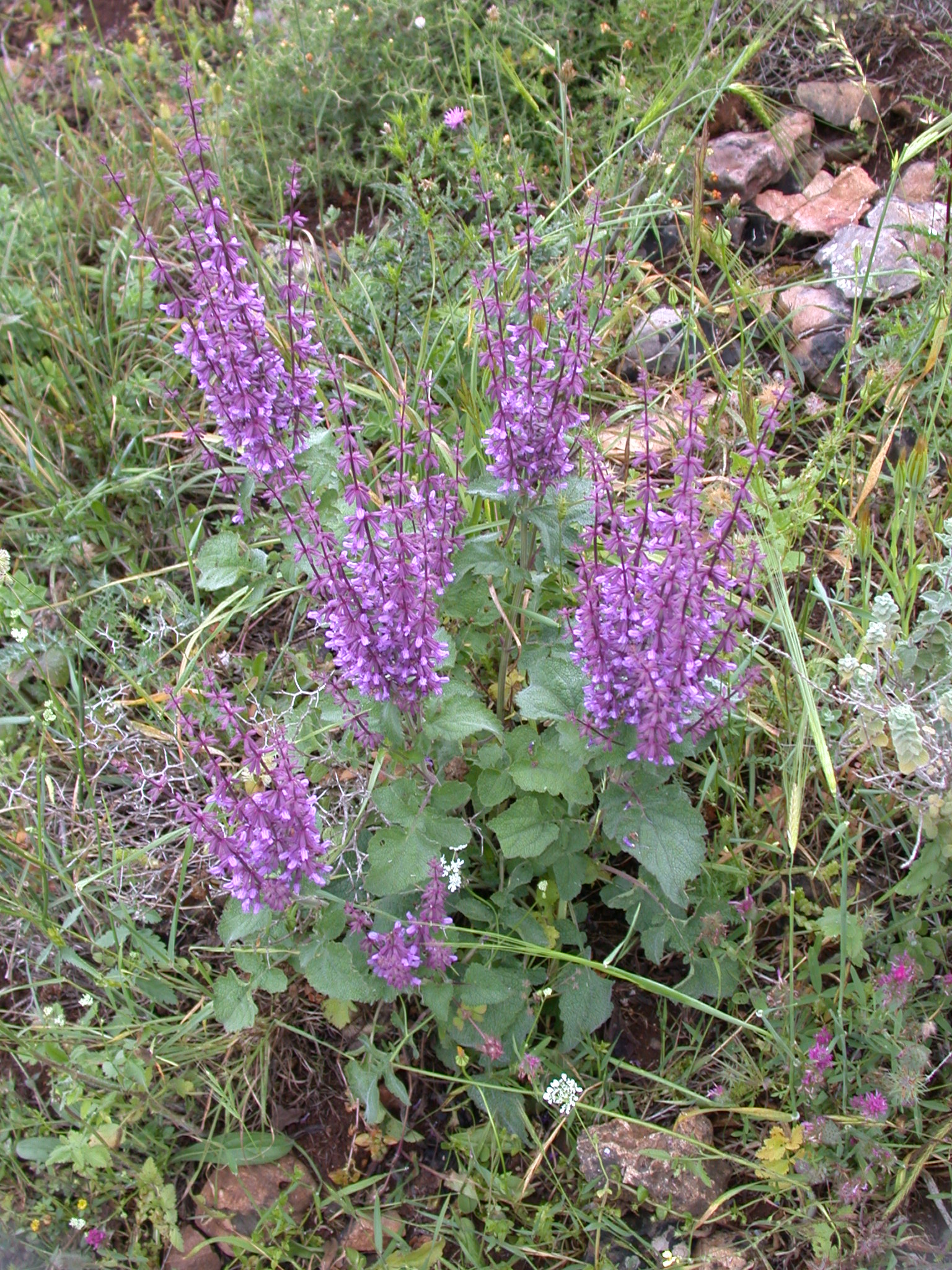